# Pierre Calori
Pierre Calori es un deportista francés que compitió en piragüismo en la modalidad de eslalon. Ganó siete medallas en el Campeonato Mundial de Piragüismo en Eslalon entre los años 1979 y 1987.

## Palmarés internacional
| Campeonato Mundial | Campeonato Mundial            | Campeonato Mundial | Campeonato Mundial |
| Año                | Lugar                         | Medalla            | Competición        |
| ------------------ | ----------------------------- | ------------------ | ------------------ |
| 1979               | Jonquière (Canadá)            | Medalla de plata   | C2 individual      |
| 1979               | Jonquière (Canadá)            | Medalla de plata   | C2 por equipos     |
| 1983               | Merano (Italia)               | Medalla de plata   | C2 individual      |
| 1985               | Augsburgo (RFA)               | Medalla de plata   | C2 individual      |
| 1985               | Augsburgo (RFA)               | Medalla de plata   | C2 por equipos     |
| 1987               | Bourg-Saint-Maurice (Francia) | Medalla de oro     | C2 individual      |
| 1987               | Bourg-Saint-Maurice (Francia) | Medalla de oro     | C2 por equipos     |